# Big Brother VIP Kosova
Big Brother VIP Kosova је српска ријалити-такмичарска емисија на албанском језику по франшизи Велики Брат коју је створио Џон де Мол Млађи. Друга је верзија ове франшизе у Србији, након емисије Велики Брат. Премијерно је приказује Klan Kosova од 5. децембра 2022. Водитељи су Аљаудин Хамити и Јонида Вокши.
Прати бројне познате личности, које су изоловане од спољашњег света на дужи временски период у кући изграђеној по свачијој мери. Сваке седмице, један од укућана бива елиминисан јавним гласањем, док последњи преостали постаје победник.
Емисију такође приказује ТВ платформа ArtMotion преко два специјализована канала, Big Brother VIP Kosova 1 и Big Brother VIP Kosova 2, која 24 сата прате такмичаре.

## Формат
Емисија прати групу познатих личности, познатих као укућани, који живе изоловани од спољашњег света у кући изграђеној по свачијој мери, под сталним видео-надзором. Приступ телевизији, интернету и штампаним медијима је строго забрањен.
Гледаоци имају прилику да гласају за своје омиљене укућане, а они са највише гласова остварују имунитет чиме су сигурни од елиминације. Укућани такође гласају за свог омиљеног у кући, а онај са највише гласова такође добија имунитет. Најмање једном седмично, укућани тајно именују две особе које желе да номинују за избацивање. Два или више укућана са највише гласова суочавају се са јавним гласањем. Публика одлучује ко од њих ће бити елиминисан путем SMS порука или телефонских позива.
Уколико неком од укућана боравак у кући постане тежак за подношење, дозвољено је да добровољно напусти такмичење у било које време. У случају изласка из куће, на њихово место обично улази замена. У последњој седмици сваке сезоне, гледаоци гласају ко од преосталих укућана треба да освоји новчану награду од 200.000 евра и постане победник сезоне.

## Преглед емисије
| Сезона | Сезона | Дани | Укућани | Победник       | Другопласирани | Епизоде            | Оригинално емитовање | Оригинално емитовање |
| Сезона | Сезона | Дани | Укућани | Победник       | Другопласирани | Епизоде            | Премијера            | Финале               |
| ------ | ------ | ---- | ------- | -------------- | -------------- | ------------------ | -------------------- | -------------------- |
|        | 1.     | 102  | 26      | Стреси         | Ведат Бајрами  | 29 (уживо емисија) | 5. децембар 2022.    | 17. март 2023.       |
|        | 2.     | 106  | 25      | Љумбард Салиху | Блерандо       | 30 (уживо емисија) | 20. октобар 2023.    | 3. фебруар 2024.     |
|        | 3.     | 99   | 27      | Дриљон Рама    | Џенета Фетаху  | 21 (уживо емисија) | 18. октобар 2024.    | 24. јануар 2025.     |

### 1. сезона (2022—2023)
| Име                       | Године  | Занимање     | Место рођења       | Дан уласка | Дан изласка | Резултат       |
| ------------------------- | ------- | ------------ | ------------------ | ---------- | ----------- | -------------- |
| Аркимед „Стреси” Љушај    | 36      | Репер        | Тропоја            | 1          | 102         | Победник       |
| Ведат Бајрами             | 42      | Комичар      | Приштина           | 50         | 102         | Другопласирани |
| Џулијана Нура             | 34      | Манекенка    | Србица             | 1          | 102         | 3. место       |
| Артан Таћи                | 35      | Комичар      | Приштина           | 1          | 102         | 4. место       |
| Мбреса Хајрулаху          | 24      | Певачица     | Урошевац           | 36         | 102         | 5. место       |
| Греса Хоти                | 25      | Манекенка    | Ђенова             | 1          | 95          | Избачена       |
| Бруно Пологати            | 32      | Певач        | Валона             | 47         | 95          | Избачен        |
| Анди Артани               | 26      | Џудиста      | Пећ                | 1          | 92          | Избачен        |
| Мелиса Леши               | 25      | Певачица     | Лач                | 54         | 89          | Избачена       |
| Љорик „Бљаста” Шаћири     | 29      | Певач        | Урошевац           | 47         | 82          | Изашао         |
| Арта Селими               | 39      | Глумица      | Приштина           | 1          | 82          | Избачена       |
| Дафина Даути              | 39      | Певачица     | Србица             | 54         | 75          | Избачена       |
| Вивијен Тано              | 29      | Манекенка    | Драч               | 1          | 68          | Избачена       |
| Атде Џаравина             | 29      | Манекен      | Ђаковица           | 47         | 65          | Избачен        |
| Химена Шерифи             | 23      | Певачица     | Подујево           | 47         | 62          | Избачена       |
| Ганимете Абази            | 45      | Певачица     | Приштина           | 36         | 50          | Избачена       |
| Фисник „Фис” Јунику       | 33      | Кошаркаш     | Приштина           | 33         | 47          | Избачен        |
| Ђон „Љугати” Карица       | 38      | Певач        | Ђаковица           | 1          | 47          | Изашао         |
| Гетоар „Гетињо” Алију     | 31      | Репер        | Урошевац           | 1          | 43          | Изашао         |
| Ана Кабаши                | 32      | Певачица     | Пећ                | 1          | 40          | Избачена       |
| Едон Шилеку               | 25      | Дрег краљица | Приштина           | 1          | 33          | Избачен        |
| Шота Баралију             | 40      | Глумица      | Сува Река          | 1          | 29          | Избачена       |
| Гиглиола Хаверику         | 30      | Певачица     | Фођа               | 5          | 19          | Избачена       |
| Беким Љатифи „Ем-Си Бека” | 49      | Певач        | Подујево           | 1          | 19          | Избачен        |
| Урим Цеља & Алиса Маљоку  | 23 & 20 | Инфлуенсери  | Аустрија & Белгија | 1          | 12          | Избачени       |

### 2. сезона (2023—2024)
| Име                                     | Године  | Занимање             | Место рођења                | Дан уласка | Дан изласка | Резултат       |
| --------------------------------------- | ------- | -------------------- | --------------------------- | ---------- | ----------- | -------------- |
| Љумбард Салиху                          | 30      | Фудбалер             | Гњилане                     | 1          | 106         | Победник       |
| Блерин „Блерандо” Лајчи                 | 24      | Певач                | Немачка                     | 1          | 106         | Другопласирани |
| Шћипе Хисенај                           | 31      | ТВ личност           | Белинцона                   | 1          | 106         | 3. место       |
| Едона Џејмс                             | 37      | Манекенка            | Сува Река                   | 1          | 106         | 4. место       |
| Кадри „Адри” Рогаћи & Илиријана Садрију | 29 & 28 | Певачи               | Ђенерал Јанковић & Урошевац | 1          | 99          | Избачени       |
| Ардијан „Арди” Гаши & Мирдон Пацоли     | 27 & 30 | Певачи               | Приштина & Вучитрн          | 43         | 99          | Избачени       |
| Сантијана Маљоку                        | 27      | Манекенка            | Ђаковица                    | 1          | 99          | Извачена       |
| Кадер Кицај                             | 25      | Манекенка            | Призрен                     | 29         | 95          | Избачена       |
| Или „Буци” Дервиши                      | 38      | ТВ личност           | Приштина                    | 1          | 92          | Избачен        |
| Аљбана „Аљба” Вукај                     | 22      | Инфлуенсерка         | Скадар                      | 1          | 88          | Избачена       |
| Линдита Халими                          | 34      | Певачица             | Ново Село                   | 1          | 85          | Избачена       |
| Видар Дермаку „Гани Гермија”            | 29      | Комичар              | Косовска Каменица           | 1          | 82          | Изашао         |
| Џоана „Аљби” Маркај                     | 32      | Порнографска глумица | Лач                         | 1          | 78          | Избачена       |
| Азем Гагица                             | 27      | Инфлуенсер           | Швајцарска                  | 1          | 64          | Избачен        |
| Бесарт „Беси” Занели                    | 35      | Глумац               | Приштина                    | 1          | 60          | Избачен        |
| Блерим „Блеро” Мухареми                 | 45      | Певач                | Косовска Митровица          | 1          | 57          | Изашао         |
| Мис Роуз                                | 35      | Ди-џеј               | Тирана                      | 43         | 57          | Избачена       |
| Моника Салиху                           | 39      | Певачица             | Приштина                    | 1          | 43          | Избачена       |
| Веса Власалију                          | 24      | Манекенка            | Гњилане                     | 1          | 36          | Избачена       |
| Доминик Мбарга Амбах                    | 28      | Блогер               | Јаунде                      | 15         | 29          | Избачен        |
| Мети Аљшићи                             | 34      | Манекен              | Приштина                    | 1          | 26          | Уклоњен        |
| Леди Вокши                              | 39      | Певачица             | Драч                        | 1          | 22          | Избачена       |
| Брикенда Карица                         | 23      | Певачица             | Ђаковица                    | 1          | 15          | Избачена       |

### 3. сезона (2024—2025)
| Име                     | Године | Занимање     | Место рођења       | Дан уласка | Дан изласка | Резултат       |
| ----------------------- | ------ | ------------ | ------------------ | ---------- | ----------- | -------------- |
| Дриљон Рама             | 24     | Боксер       | Хорб ам Некар      | 1          | 99          | Победник       |
| Џенета Фетаху           | 28     | Манекенка    | Приштина           | 1          | 32          | Другопласирана |
| Џенета Фетаху           | 28     | Манекенка    | Приштина           | 32         | 99          | Другопласирана |
| Вулнет Краснићи         | 36     | Новинар      | Приштина           | 1          | 99          | 3. место       |
| Наим „Дзудзи” Буњаку    | 56     | Певач        | Приштина           | 8          | 99          | 4. место       |
| Сара Кољами             | 30     | Глумица      | Тирана             | 1          | 99          | 5. место       |
| Дренуша Љатифи          | 39     | Певачица     | Косовска Каменица  | 1          | 92          | Избачена       |
| Греса Гаши              | 30     | Глумица      | Урошевац           | 1          | 92          | Избачена       |
| Леонардо Гаши           | 26     | Певач        | Приштина           | 1          | 92          | Избачен        |
| Ровена Стефа            | 45     | Певачица     | Фјер               | 1          | 86          | Избачена       |
| Бесарт „Ђести” Кељменди | 24     | Певач        | Приштина           | 1          | 81          | Избачен        |
| Фитим Силејмани         | 25     | Инфлуенсер   | Приштина           | 53         | 71          | Избачен        |
| Фитим Силејмани         | 25     | Инфлуенсер   | Приштина           | 71         | 78          | Избачен        |
| Љаурент Краснићи        | 27     | Инфлуенсер   | Приштина           | 53         | 71          | Избачен        |
| Фљорјета „Лела” Сефери  | 24     | Шминкерка    | Глоговац           | 1          | 64          | Избачена       |
| Аниса Весели            | 22     | Певачица     | Гњилане            | 29         | 57          | Избачена       |
| Кевин Едмонд            | 29     | Певач        | Стокхолм           | 1          | 57          | Избачен        |
| Пајтим „Пол” Морина     | 34     | Глумац       | Призрен            | 29         | 53          | Изашао         |
| Арион Реџа              | 26     | Певач        | Приштина           | 1          | 50          | Избачен        |
| Бурим Ватовци           | 21     | Инфлуенсер   | Вучитрн            | 1          | 43          | Избачен        |
| Едуард Куци             | 24     | Предузетник  | Базел              | 29         | 39          | Изашао         |
| Ана Ејупи               | 21     | Инфлуенсерка | Приштина           | 1          | 36          | Избачена       |
| Дијана Тахири           | 31     | Манекенка    | Осло               | 1          | 33          | Изашла         |
| Мевљан Шаба             | 39     | Певач        | Каваја             | 1          | 29          | Избачен        |
| Бесфорт Дака            | 38     | Глумац       | Приштина           | 1          | 22          | Уклоњен        |
| Резарт Вељешња          | 38     | Глумац       | Берат              | 1          | 22          | Уклоњен        |
| Арила Кардеш            | 44     | Гастроном    | Малме              | 18         | 20          | Изашао         |
|                         | 24     | Реперка      | Косовска Митровица | 1          | 15          | Избачена       |
| Арјета „Арија” Паљушај  | 36     | Певачица     | Тирана             | 1          | 8           | Избачена       |